# Burgruine Lichtentann
Die Burgruine Lichtentann liegt im Gemeindegebiet von Henndorf am Wallersee im Bundesland Salzburg, Österreich.

## Lage
Die Ruine der Höhenburg liegt auf 736 m ü. A. östlich von Henndorf in der Nähe des Aufstiegs zum „Heimkehrerkreuz“
und zur Großen Plaike (1031 m). Der Weg ist ein Teil des „Eiszeitrundwegs“.

## Geschichte

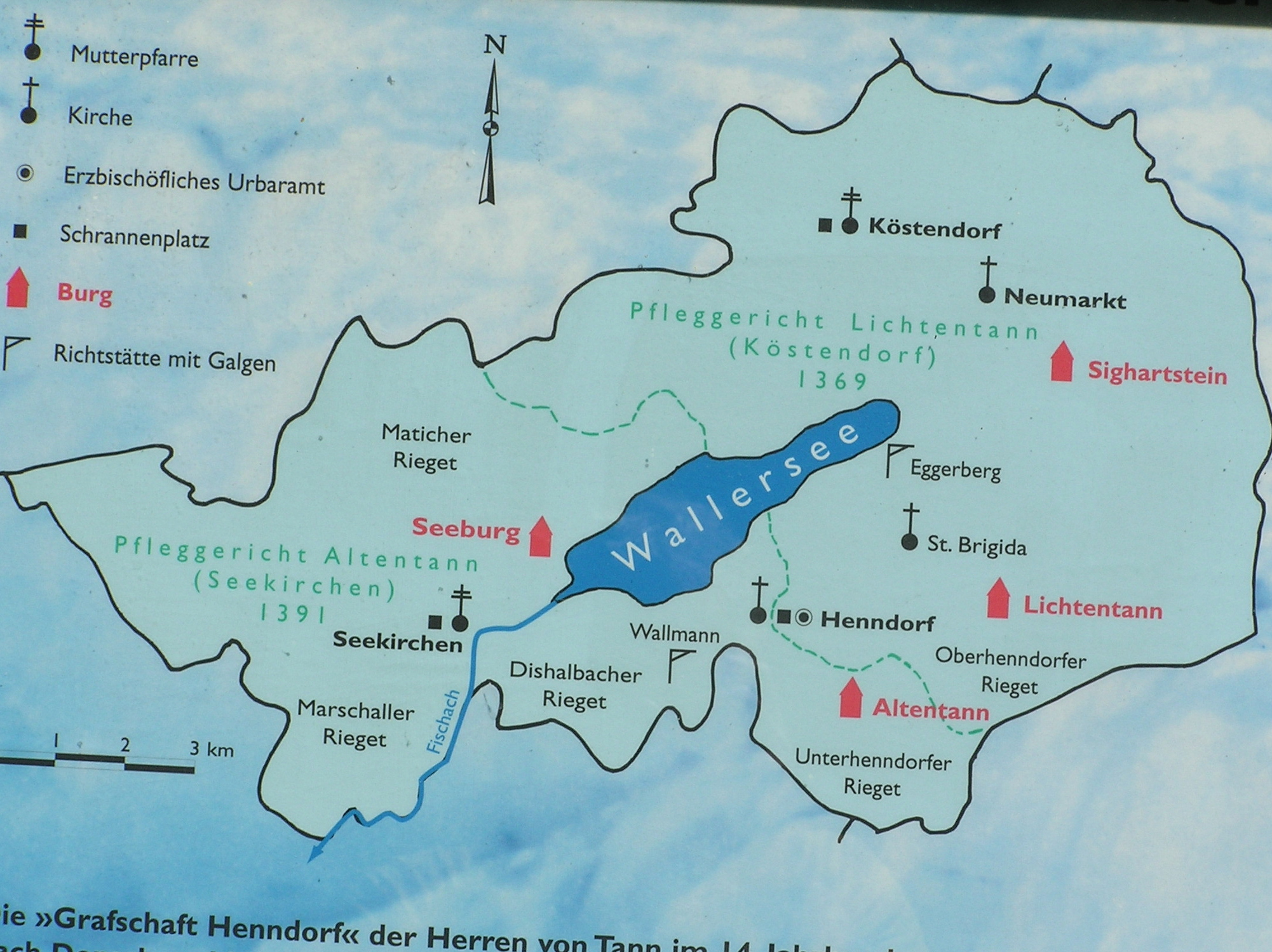
Karte der "Grafschaft Henndorf" im 14. Jahrhundert (von Dopsch und Lackner)

Die Burg Lichtentann, sowie die ebenfalls im heutigen Gemeindegebiet von Henndorf gelegene Burg Altentann (ehemalige Wasserburg Altentann) wurden von den Herren von Tann, einem der bedeutendsten Salzburger Adelsgeschlechter des Mittelalters, errichtet.
Die Herren von Tann, aus Muntigl bei Bergheim stammend, waren Ministerialien (Dienstmannen, adelige Beamte) der Erzbischöfe von Salzburg. Ihre Aufgabe war es, das Gebiet um den Wallersee für Salzburg zu erwerben. Die Grafschaft Henndorf war ursprünglich Lehen der bayrischen Herzöge.
In der unruhigen Zeit des Interregnums (1254–1273) begann Eckhart VI. von Tann (ca. 1225–1304) ohne Erlaubnis des Erzbischofs mit dem Bau der Burg Lichtentann. Er musste 1272 die Burg auf fünf Jahre an Erzbischof Friedrich II. von Walchen übergeben. Obwohl sich sein Sohn Eckhart VII. von Tann verpflichten musste den weiteren Ausbau von Lichtentann einzustellen (1314), wurde die Burganlage vollendet.
Als Niklas und Eckhart X. von Tann ihren Besitz teilten, entstanden aus der Grafschaft Henndorf die Gerichte Lichtentann – Köstendorf und Altentann – Seekirchen. Beide besaßen das Hochgericht (Todesstrafe) mit der gemeinsamen Richtstätte Eggerberg.
Nach dem Tode Eckharts XI. (des Sohnes von Niklas von Tann) zog Erzbischof Ortolf von Weißeneck, gestützt auf ein Lehensbekenntnis von 1302, Burg Lichtentann, das Gericht Köstendorf und einen Großteil der Tanner Besitzungen als heimgefallene Lehen ein. Eckhart X. auf Altentann erhielt als Entschädigung die wichtige Burg Tetelham bei Waging am See, sowie auf Lebenszeit die Burg Lichtentann und das Gericht Köstendorf. Nach dem Tode Eckharts X. wollte Erzbischof Ortolf (1355) auf dessen Güter zugreifen. Der Sohn des Verstorbenen, Eckhart XII. von Tann, verbündete sich mit Herzog Stefan II. von Niederbayern. Zwanzig Salzburger und bayrische Adelige unterstützten den Tanner bei der großen „Tanner Fehde“ gegen den Erzbischof. Nach einem Schiedsspruch von Herzog Rudolf IV. von Österreich, musste Eckhart XII. die Burgen und Gerichte Altentann und Lichtentann an den Erzbischof abtreten. Nach einem Ausgleich mit Erzbischof Pilgrim II. von Puchheim erhielt er zwar nochmals Burg Altentann samt dem Gericht als Lehen, musste aber 1369 endgültig auf Lichtentann und das Gericht Köstendorf verzichten. Nach dem Tode Eckharts XII. zog Erzbischof Pilgrim II. den gesamten Tanner Besitz ein (1391).
Die Tanner Burgen wurden Sitz von Pflegern (erzbischöfliche Beamte), welche die Gerichte Lichtentann-Köstendorf und Altentann-Seekirchen verwalteten. 1607 wurde die Pflege Lichtentann und das Gericht Köstendorf mit der Pflege Altentann vereinigt. 1612 wurde auch das Urbaramt Neumarkt mit einbezogen. Damit entstand das Pfleggericht Neumarkt, das in die Ämter Neumarkt, Henndorf und Seekirchen unterteilt war. Nach dem Brand der Burg Altentann (1680) übersiedelte der Pfleger in ein eigenes Gerichtsgebäude nach Neumarkt (1699, das heutige Bezirksgericht).
Die Burgen waren dem Verfall preisgegeben und dienten als Entnahmestellen für Baumaterial. Ab 1825 befanden sich die beiden Burgen bereits im Privatbesitz der Brauerfamilie Moser.